# 크누트 빅셀
크누트 빅셀(1851년 11월 20일 ~ 1926년 5월 3일, knut wicksel 크누트 빅셀[*])은 스웨덴의 경제학자이다.

## 생애
1851년 12월 20일 그는 5남 3녀 중 막내로 태어났다. 1857년 그가 6세 되던 해 그의 어머니가 사망했고 1861년 그의 아버지가 재혼했으나 1867년 아버지도 사망했다. 그는 1869년 웁살라 대학교에 입학해 1872년 졸업하고 수학과 물리학 연구를 계속했다. 그는 기독교인이었으나 과학을 연구하던 도중 자신의 종교적 믿음을 의심하기 시작했다. 그는 결국 과학을 길을 결정했으나 여전히 신앙을 가졌던 것으로 보인다. 25년 동안 그는 저널리스트 활동을 하며 웁살라 대학교에서 활동했다. 1885년 빅셀은 로렌 재단의 지원을 받아 런던으로 갔다. 그곳에서 레옹 발라, 윌리엄 스탠리 제번스, 헤르만 하인리히 곳센(Hermann Heinrich Gossen) 등과 같은 경제학자들의 이론 및 그 외의 비주류 이론을 경제학에 적용하는 것에 대한 공부를 했다. 그는 저널리스트 활동은 계속했지만 점차 경제에 관심을 가지게 되었다. 1893년 《Value, Capital, and Rent》를 저술했으나 그것으로 박사학위를 따는 것은 힘들 것이라는 판단에서 자신의 분야를 경제학에서 재정법으로 바꿨고 세율(tax incidence)에 대한 연구로 1895년 박사학위를 받는다. 그가 자신의 수학 연구를 계속하던 도중 인구 문제에 초점을 둔 신맬서스주의(Neo-Malthusianism에 관심을 가지게 되었다. 그러면서 인구, 이민, 산아 조절, 알콜 중독, 또는 그 외에 빅셀이 사회 운동가로 활동하면서 주장했던 주제들로 강연 활동을 했다. 그러던 도중 1908년 신성 모독 혐의로 2개월 동안 금고형(imprisonment)을 받았다.

## 경제학

### 물가 이론
크누트 빅셀은 물가불안이 경제 전반을 왜곡하는 가장 큰 요인이라는 인식에서 물가안정이 경제 정책의 첫 번째 목표여야 한다고 주장했다. 그리고 물가 상승의 원인을 분석하면서 그 원인을 대출이자율에서 찾았다. 대출이자율이 낮아지면 새로운 사업에 투자하기 위한 기업들의 자금수요가 활발해진다. 이때 그런 투자를 위해서는 소비재 생산에 필요한 생산요소들을 그 새로운 사업에 유치해야 하는데 그 결과 소비재 생산은 줄어들어 수요에 비해 공급이 감소하기 때문에 소비재 가격이 인상된다고 주장했다.

### 시장이자율과 자연이자율 분리
물가이론을 설명하기 위해 그는 시장이자율과 자연이자율의 분리를 제시했다. 시장이자율은 은행이 개인이나 기업에 돈을 빌려줄 때의 이자율이며 자연이자율은 투자목적을 위한 수요와 그에 따른 공급을 일치시키는 이자율이다.

### 균형예산
그는 미국, 영국, 독일, 스웨덴 등 국가의 정부 지출이 지속적으로 증가했다는 사실에 주목했다. 정의로운 조세제도는 정부지출로부터 얻는 편익이 따르는 조세부담 배분이 전제되어 한다는, 즉 정부 지출에 의해 편익을 얻는 사람은 세금을 부담하는 사람이어야 한다고 주장했다. 이런 기준에서 스웨덴을 비롯한 대부분의 나라들은 정의로운 조세제도가 확립되어 있지 않다고 생각했다. 빅셀은 정치제도가 조세제도 개선을 위한 전제조건이라는 인식에서 의회제도, 선거제도, 표결원칙을 분석했고 그에 대한 적합한 제도를 제안했다.

### 화폐수량설과 준칙주의
통화 공급이 늘어나면 소비가 증가하지만 재화는 한정적이므로 가격이 상승하는데, 이 과정에서 기업들은 높아진 사업 비용을 유지하기 위해 더 많은 자본을 투입해야 하고 그 손해 만큼 가격을 올려야 한다. 봉급생활자나 자원을 소유한 사람들은 통화 공급이 증가함에 따라 소비도 증가하게 되지만 소비재도 한정적이므로 소비자들이 소비재 가격을 높게 책정하게 되어 가격이 상승한다고 보았다. 이를 통해 물가가 연쇄적으로 인상된다고 주장하며 통화 공급에 있어서 원칙이 있어야 한다고 보았다.

## 저서
- 《가치, 자본, 그리고 대출》(Value, Capital, and Rent, 1893년)

## 같이 보기
- 수익자 부담